# Muzzy Marcellino
Maurice "Muzzy" Marcellino (27 de noviembre de 1912-11 de junio de 1997) fue un cantante y músico de nacionalidad estadounidense, conocido principalmente por su uso de un claro y melodioso estilo de silbido.
A finales de 1932, Marcellino grabó la balada «Willow weep for me» con la banda de Ted Fio Rito para Brunswick Records, la primera grabación de lo que más tarde se convertiría en un estándar de jazz, y que llegó al puesto número 17 de las listas de ventas.

## Biografía
Nacido en California, los silbidos de Marcellino pudieron escucharse en las bandas sonoras de muchas producciones televisivas y cinematográficas, entre ellas las series de TV Mickey Mouse Club y Lassie. También se le oye en la banda sonora del film de 1954 The High and the Mighty y en la versión que grabó Hugo Montenegro en 1968 del tema musical de la película The Good, the Bad and the Ugly.
Muzzy Marcellino falleció en Sherman Oaks, Los Ángeles, California, en 1997.